# Залізний Шейх
Хоссейн Хосров Алі Вазірі (перс. حسین خسرو علی وزیری, латинізоване: Hossein Xosrô 'Ali Vaziri; 15 березня 1942 — 7 червня 2023), більш відомий під своїм ринговим ім'ям Залізний Шейх. Він був ірано-американським професійним реслером, реслером-аматором і актором. Перший і поки що єдиний іранський чемпіон в історії WWE, завдяки завоюванню титулу Чемпіона Світу WWF у важкій вазі в 1983 році.
Цей лиходійський персонаж досяг піку популярності під час буму реслінгу WWF у 1980-х роках, а його суперництво з Халком Хоганом перетворило Хогана на одного з найбільших телевізійних героїв десятиліття. Пізніше він сформував команду з Ніколаєм Волковим, яка виграла Командне Чемпіонство WWF на першому шоу Реслманія. У 2005 році він був введений до Зали слави WWE.
У 1980-х роках Шейк був хілом, а згодом здобув популярність у шоу Kidd Chris, The Howard Stern Show та в Інтернеті завдяки своїм відвертим інтерв'ю, вульгарній мові та очевидній неприязні до деяких своїх колег-професійних реслерів, зокрема Хогана та Брайана Блера. Втім, справжня природа його стосунків з Хоганом є предметом суперечок.